# Општина Шугаг (Алба)
Шугаг (рум. Şugag) општина је у Румунији у округу Алба.
Oпштина се налази на надморској висини од 1000 m.